# MIAT Mongolian Airlines
MIAT Mongolian Airlines (Mongools: МИАТ - Монголын Иргэний Агаарын Тээвэр, MIAT - Mongolyn Irgenii Araaryn Teewer) is de nationale Mongoolse luchtvaartmaatschappij met haar thuisbasis in Ulaanbaatar.

## Geschiedenis
MIAT Mongolian Airlines is opgericht in 1956

## Diensten
MIAT Mongolian Airlines voert lijnvluchten uit naar:(mrt.2007)
Binnenland:
Altait, Arvaikheer, Dalanzadgad, Hovd, Hovd Bulgan, Murun, Ulaanbaatar.
Buitenland:
Frankfurt am Main, Irkutsk, Moskou, Peking, Seoel, Tokio.

## Vloot
De vloot van MIAT Mongolian Airlines bestaat per 14 oktober 2022 uit:
- 3 Boeing 737-800
- 1 Boeing 737-MAX8
- 1 Boeing 767-300ER

De Boeing 787-9 Dreamliner is gereed voor aflevering. Wanneer dit toestel de vloot komt versterken is nog onduidelijk. 